# WTA Austrian Open 1997
Il WTA Austrian Open 1997 è stato un torneo di tennis giocato sulla terra rossa. È stata la 25ª edizione del torneo, che fa parte della categoria Tier IV nell'ambito del WTA Tour 1997. Si è giocato al Sportpark Piberstein di Maria Lankowitz in Austria, dal 28 luglio al 3 agosto 1997.

## Campionesse

### Singolare
Barbara Schett ha battuto in finale  Henrieta Nagyová con il punteggio di 3–6, 6–2, 6–3

### Doppio
Eva Melicharová /  Helena Vildová hanno battuto in finale  Radka Bobková /  Wiltrud Probst con il punteggio di 6–2, 6–2